# Хофциммер, Эрнест
Эрнест Каспар Хофциммер (нем. Ernest Kaspar Hoffzimmer; 14 декабря 1877, Кёльн — 1 октября 1957) — немецкий и американский пианист и музыкальный педагог.
Окончил Кёльнскую консерваторию (1900), ученик Виктора Стауба и Уильяма Дэйеса. В дальнейшем занимался в мастер-классах Ферруччо Бузони.
Концертировал по разным городам Германии, а также в Австрии, Швеции и Норвегии, в том числе как аккомпаниатор певицы Лилиан Сандерсон. Преподавал в 1901—1905 гг. в Дюссельдорфской консерватории, затем в 1905—1927 гг. в берлинской Консерватории Штерна.
С 1927 г. в США, в 1927—1948 гг. профессор и заведующий фортепианным отделением Школы музыки Университета Индианы в Блумингтоне. Вместе с двумя другими профессорами, Уинифред Меррилл (скрипка) и Леннартом фон Цвейгбергом (виолончель), образовал Интернациональное трио. В 1934 г. получил гражданство США. После 1948 г. жил в Калифорнии, преподавал в Школе музыки и искусств Южной Калифорнии в Лос-Анджелесе.
Записал в 1927 г., перед отъездом в США, Серенаду из Пьес-фантазий Сергея Рахманинова, «Затонувший собор» и «Вечер в Гранаде» Клода Дебюсси — запись Дебюсси, по мнению критики, отличалась некоторой тяжеловесностью.
В 1993 г. по инициативе бывших студентов Хофциммера в Школе музыки Индианского университета учреждена названная его именем стипендия для студентов фортепианного отделения.